# Mathilda Campbellová, vévodkyně z Argyllu
Mathilda Campbellová, vévodkyně z Argyllu (rozená Mathilda Costerová Mortimerová, 20. srpna 1925 – 5. června 1997), byla skotská šlechtična. Byla čtvrtou a poslední manželkou Iana Campbella, 11. vévody z Argyllu.

## Životopis
Mathilda Costerová Mortimerová se narodila 20. srpna 1925 v Ženevě ve Švýcarsku americkým rodičům Stanleymu Mortimerovi a jeho manželce Mathildě (rozené Costerové). Její otec byl statkář z Litchfieldu v Connecticutu a její matka byla dcerou bankéře Williama B. Costera. Byla vychována svými prarodiči ve Francii, pak pokračovala ve studiu filozofie na Harvardově univerzitě.
V roce 1948 se Mathilda provdala za Clemense Hellera, profesora humanitních věd na Pařížská univerzitě. Před rozvodem v roce 1961 spolu měli tři syny.
Nedlouho po rozvodu s Hellerem se ve Skotsku setkala s tehdy nedávno rozvedeným vévodou z Argyllu Ianem Campbellem. Ian Campbell (v té době Mathildě neznámý) měl poměr s její matkou ve dvacátých letech dvacátého století. Krátce po setkání spolu začali chodit a vzali se v roce 1963 na matričním úřadě v Horshamu v Západním Sussexu. Vévoda a vévodkyně spolu měli jedno dítě, lady Elspeth Campbellovou, narozenou v roce 1967. Elspeth však zemřela během několika dnů po svém narození.
V roce 1969 se vévoda a vévodkyně přestěhovali do Francie a trávili čas v Paříži i ve Vézelay. Vévoda zemřel v roce 1973 v Edinburghu.
Campbellová mluvila plynně francouzsky i německy. V pozdějších letech napsala román s názvem Orian — A Philosophical Journey, inspirovaný smrtí jejího nejmladšího syna. Měla také velký zájem o fotografii a jednou uspořádala výstavu svých prací v Demarcově galerii v Edinburghu.
Campbellová zemřela 5. června 1997 v Americké nemocnici v Paříži ve věku 71 let. Krátce poté byla pohřbena ve Vézelay poblíž jejího domova.